# Fourmetot
Fourmetot är en kommun i departementet Eure i regionen Normandie i norra Frankrike. Kommunen ligger i kantonen Pont-Audemer som tillhör arrondissementet Bernay. År 2018 hade Fourmetot 700 invånare.

## Befolkningsutveckling
Antalet invånare i kommunen Fourmetot
Referens:INSEE